# GP Denain 2010
De 52e editie van de wielerwedstrijd GP Denain werd gehouden op 15 april 2010. De start en finish vonden plaats in Denain. De wedstrijd maakte deel uit van de UCI Europe Tour 2010, in de categorie 1.HC.

## Uitslag
| GP Denain 2010 (197,1 km) |                    |                              |          |
| Plaats                    | Naam               | Ploeg                        | tijd     |
| Winnaar                   | Denis Flahaut      | ISD Continental              | 4u30'45" |
| 2                         | Florian Vachon     | Bretagne-Schuller            | z.t.     |
| 3                         | Enrico Rossi       | Ceramica Flaminia            | z.t.     |
| 4                         | Denis Galimzyanov  | Katusha                      | z.t.     |
| 5                         | Daniele Colli      | Ceramica Flaminia            | z.t.     |
| 6                         | Sébastien Chavanel | Française des jeux           | z.t.     |
| 7                         | Yauheni Hutarovich | Française des jeux           | z.t.     |
| 8                         | Jimmy Casper       | Saur-Sojasun                 | z.t.     |
| 9                         | Thomas Fothen      | Milram                       | z.t.     |
| 10                        | Kris Boeckmans     | Topsport Vlaanderen-Mercator | z.t.     |

1959 · 1960 · 1961 · 1962 · 1963 · 1964 · 1965 · 1966 · 1967 · 1968 · 1969 · 1970 · 1971 · 1972 · 1973 · 1974 · 1975 · 1976 · 1977 · 1978 · 1979 · 1980 · 1981 · 1982 · 1983 · 1984 · 1985 · 1986 · 1987 · 1988 · 1989 · 1990 · 1991 · 1992 · 1993 · 1994 · 1995 · 1996 · 1997 · 1998 · 1999 · 2000 · 2001 · 2002 · 2003 · 2004 · 2005 · 2006 · 2007 · 2008 · 2009 · 2010 · 2011 · 2012 · 2013 · 2014 · 2015 · 2016 · 2017 · 2018 · 2019 · 2020 · 2021 · 2022 · 2023 · 2024 · 2025